# Alloeocarpa incrustans
Alloeocarpa incrustans är en sjöpungsart som först beskrevs av William Abbott Herdman 1886.  Alloeocarpa incrustans ingår i släktet Alloeocarpa och familjen Styelidae.
Artens utbredningsområde är Södra Ishavet. Inga underarter finns listade i Catalogue of Life.